# Parque Maria Reiche
El Parque Maria Reiche es un parque público ubicado en el distrito de Miraflores, en Lima, Perú, que está dedicado a la arqueóloga alemana-peruana Maria Reiche.

## Situación
A lo largo de la costa del pacífico de la ciudad de Lima, se alinean varios parques públicos uno tras otro en los distritos de Miraflores y Barranco. El Parque Maria Reiche se encuentra en la parte noroeste de la ciudad de Miraflores y se halla en el malecón de la Marina en una superficie arriba de las peñas hacia el mar. Desde unas de las plataformas donde se aprecia el panorama se puede ver la costa del pacífico del Circuito de Playas de la Costa Verde.

## Reproducción de las Líneas de Nazca
El parque que se abrió en el año 1996, no está solamente dedicado a la científica Maria Reiche Neumann sino legitima varias reproducciones de las misteriosas líneas de Nazca, las cuales Reiche ha investigado durante muchos años. Entre las formaciones de Nazca que por medio de plantas y flores se han reproducido, se encuentran las figuras del Mono, el Gato, las Manos, el Colibrí y la Flor. Estas figuras son iluminadas de noche por medio de cadenas de Leds a lo largo de las líneas con un largo total de 1,500 metros de iluminación. Las figuras se pueden ver mejor desde la calle vecina que se encuentra un poco más arriba. Desde una lápida conmemorativa se puede leer un texto de Maria Reiche.   

## Galería

Reproductions de las Líneas de Nazca
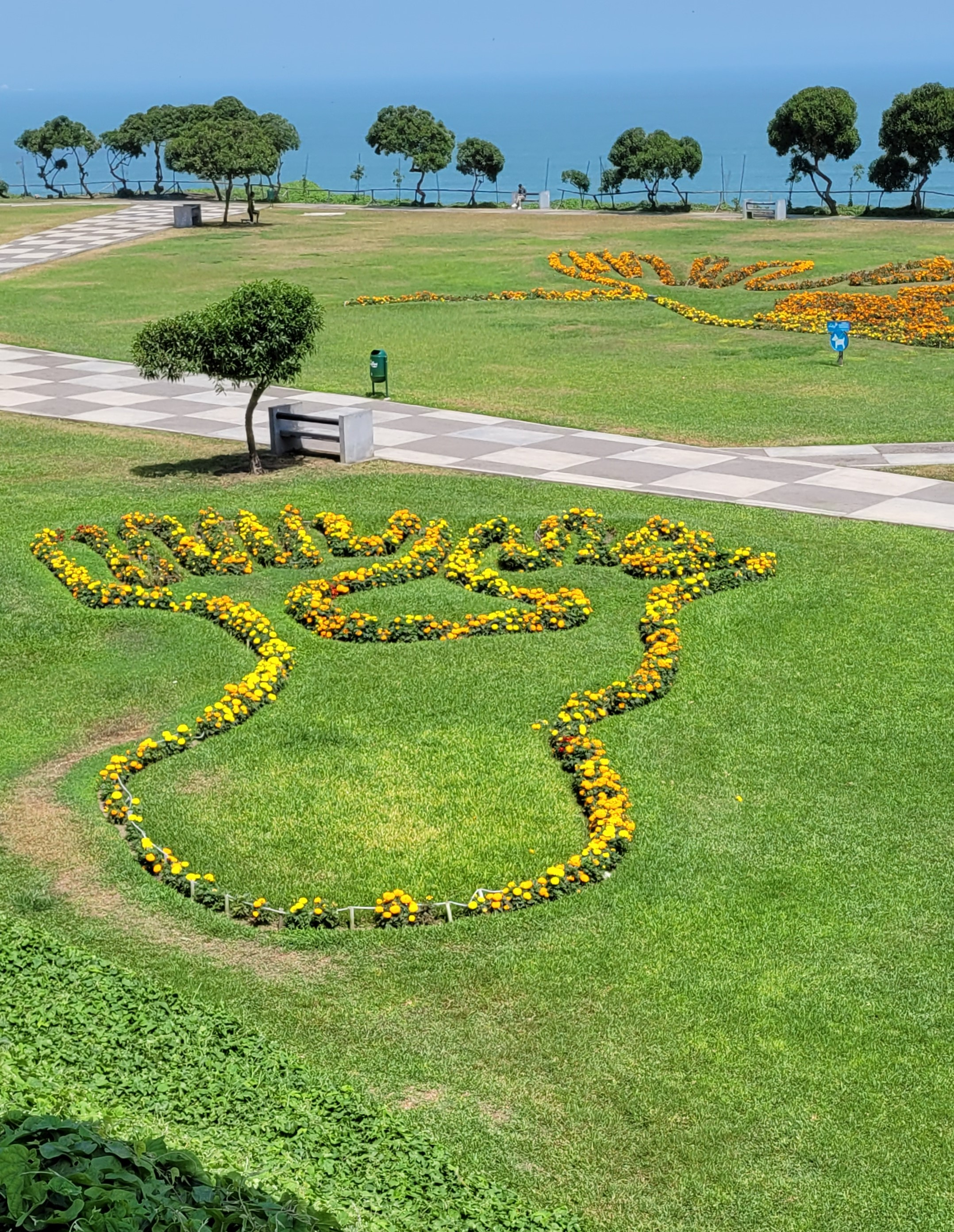
„los Manos“
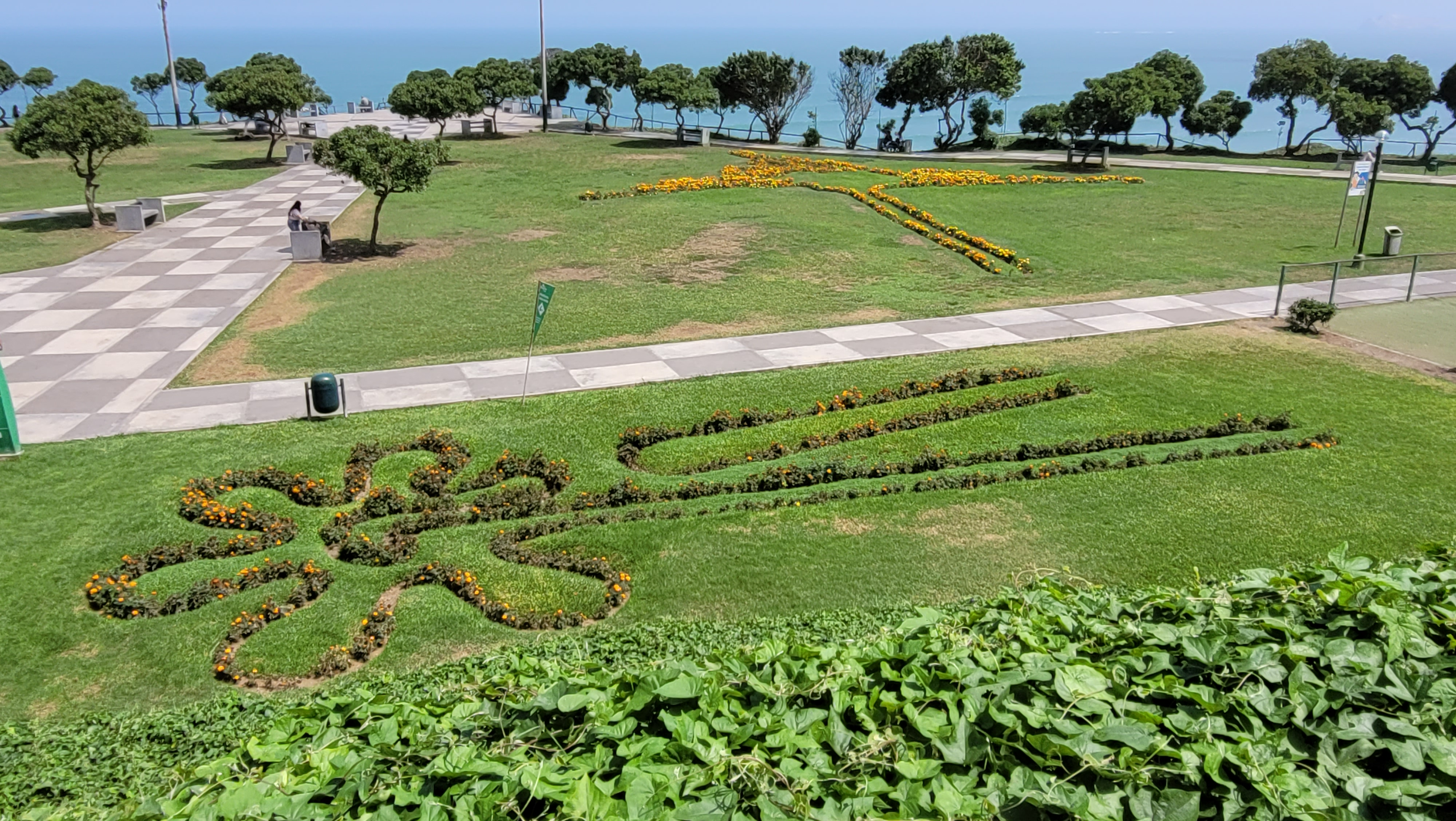
„la Flor“
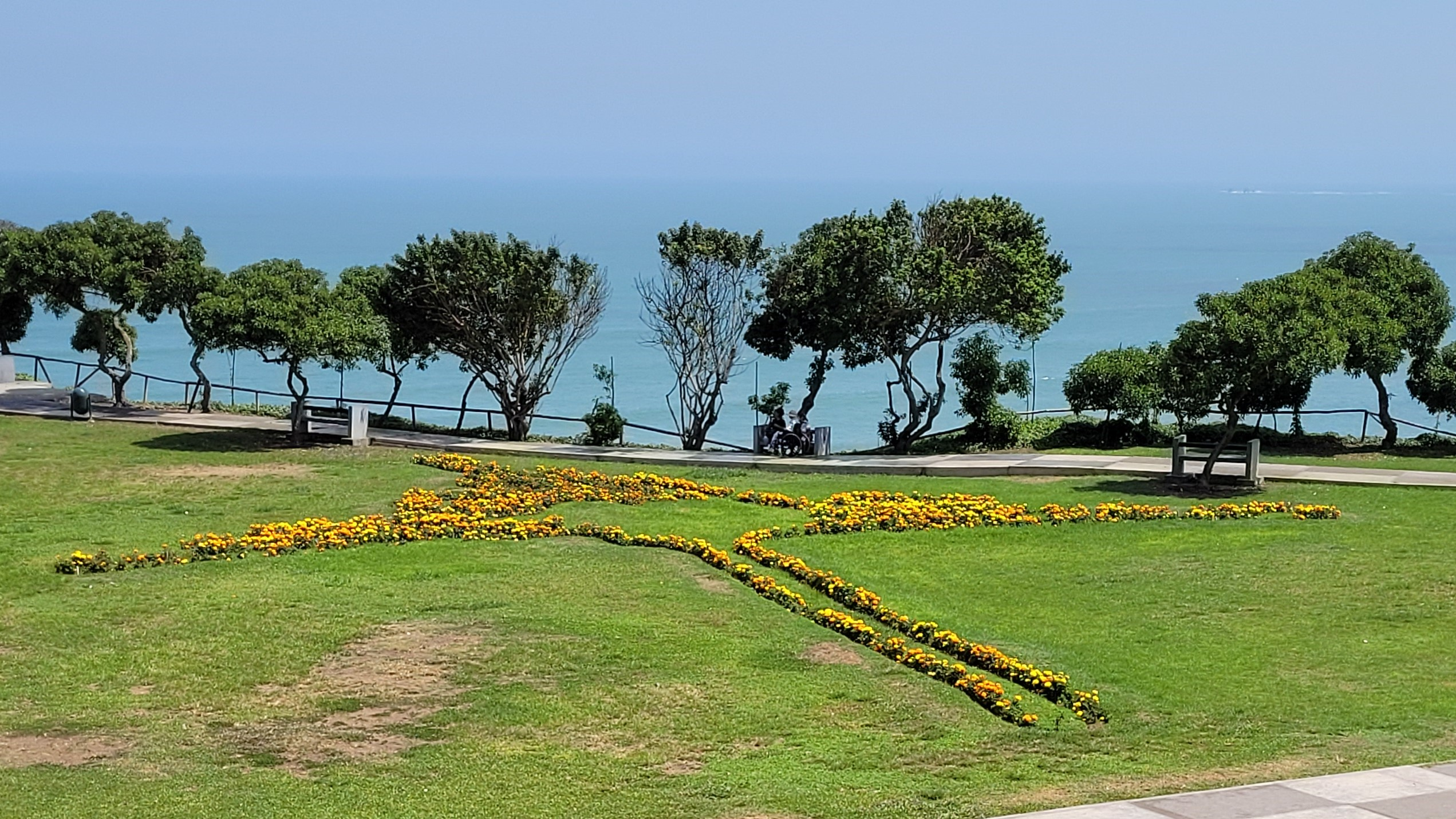
„el Colibrí“
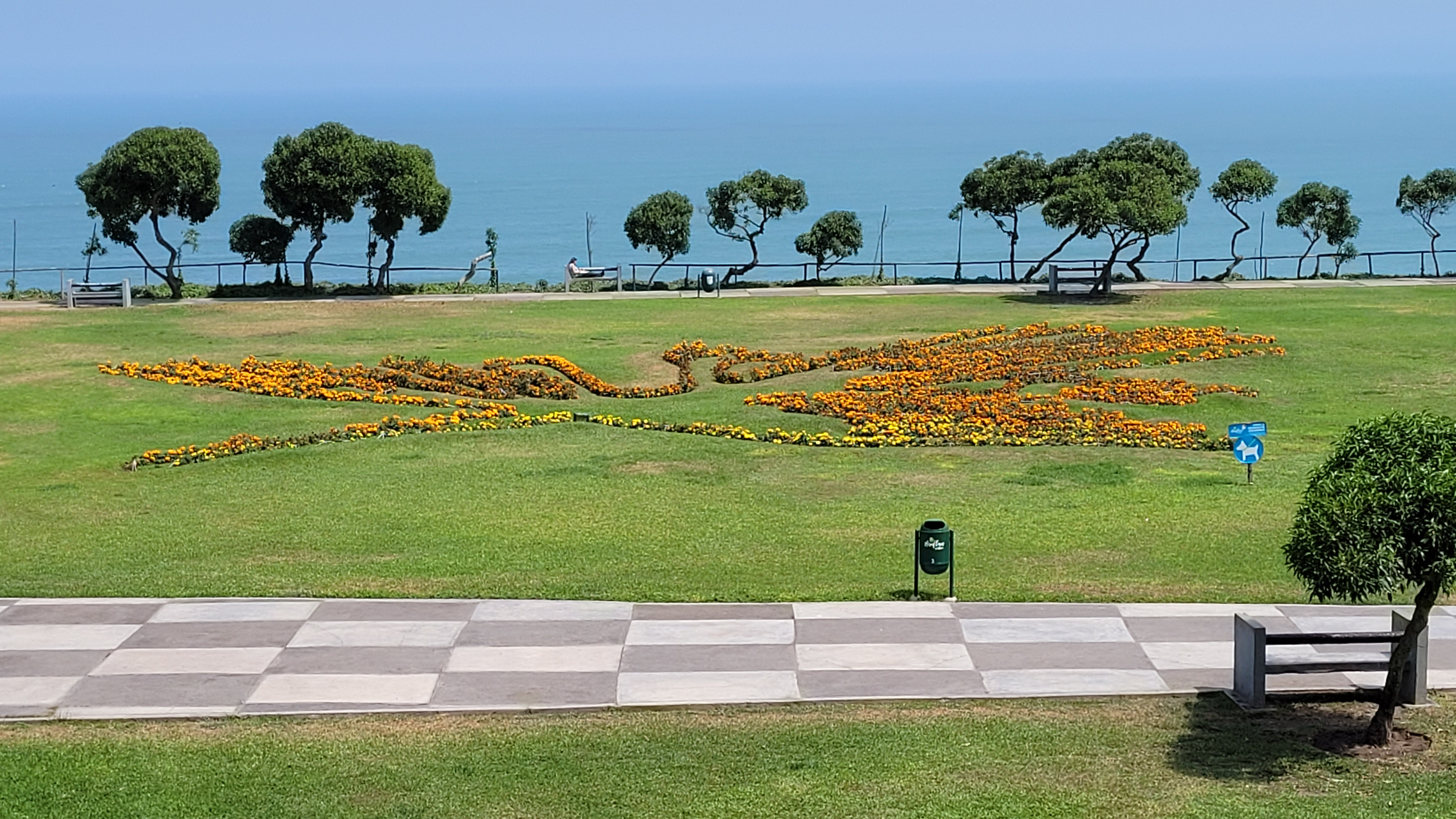
„el Condor“